# Листоед калиновый
Листоед калиновый (лат. Pyrrhalta viburni) — вид жесткокрылых насекомых из семейства листоедов. Родом из Европы, интродуцирован в Соединённые Штаты Америки и Канаду в 1947 году (впервые отмечен в Онтарио, в 1996 обнаружен уже в парке в Нью-Йорке), является вредителем калины (Viburnum).
В качестве агента биологического контроля для борьбы с этим жуком используют вид клопов Podisus maculiventris.